# Jennifer Rostock
Jennifer Rostock er et tysk rockband fra Berlin. Gruppen blev dannet i 2007 og består af Jennifer Weist (vokal), Johannes "Joe" Walter (keyboard), Alex Voigt (guitar), Christoph Deckert (bas) og Christopher "Baku" Kohl på trommer. Deres debutalbum Ins offene Messer udkom i 2008, og den seneste udgivelse, Schlaflos, udkom i januar 2014.

## Historie
Jennifer Weist og Johannes "Joe" Walter-Müller er begge født og opvokset på den tyske Østersø-ø Usedom, hvor de mødtes første gang i børnehaven. Walter-Müller begyndte at tage musikundervisning som femårig, hvor han startede med violin, og senere fik han også undervisning i klaver. Som 13-årig mødte han Weist igen, da hun sang på ved karaoke-show. Han inviterede hende til at slutte sig til sit band i skolen, da de godt kunne bruge en sangerinde. De eksperimenterede med forskellige genrer som rock, pop og swing. I begyndelsen sang de på engelsk, senere på tysk, og de begyndte også at skrive deres egne sange, hvor de i starten havde sunget covernumre. I 2004 grundlagde de to bandet Aerials.

### Etablering
Da Jennifer og "Joe" Walter-Müller var til sangskrivnings-workshop i Rostock, mødte de Werner Krumme som senere blev deres pladeproducer. Efter at de afsluttede gymnasiet, flyttede de begge til Berlin for at forfølge en karriere indenfor musik. Det var også her at de mødte de kommende bandmedlemmer Alex Voigt, Christoph Deckert og Christopher "Baku" Kohl.
Bandets navn, Jennifer Rostock, opstod efter at de havde mødt en ven i Rostock, som på sin telefon havde gemt navnet som Jennifer Rostock.
I 2007 spillede bandet de første koncerter under navnet Jennifer Rostock, og samme år underskrev de en pladekontrakt med Warner Music. De spillede primært i og omkring Berlin, ligesom de fik lov til at være supportband for de britiske band Chikinki og Gallows. I februar 2008 udgav de deres første single "Kopf oder Zahl", som efterfølgende kom i rotation på tv-kanalen MTV Germany. Samme år deltog de i Bundesvision Song Contest med sangen, hvor de endte på en 5. plads. Dagen efter udkom debutalbummet Ins Offene Messer.
Jennifer Rostocks fjerde og seneste studiealbum Schlaflos udkom i januar 2014, og gik direkte ind som nummer to på den tyske hitliste.

## Medlemmer
- Alex Voigt (guitar)
- Christoph Deckert (bas)
- Jennifer Weist (vokal)
- Johannes "Joe" Walter (keyboard)
- Christopher "Baku" Kohl (trommer)

## Diskografi

### Albummer
| År   | Titel                                                                                              | Hitlister | Hitlister | Hitlister |
| År   | Titel                                                                                              | TYS       | ØS        | CH        |
| ---- | -------------------------------------------------------------------------------------------------- | --------- | --------- | --------- |
| 2008 | Ins Offene Messer - Første studiealbum - Udgivet: 12. februar 2008 - Format: CD                    | 31        | —         | —         |
| 2008 | Ins Offene Messer - Jetzt Noch Besser - Re-Release - Udgivet: 28. november 2008 - Format: CD + DVD | —         | —         | —         |
| 2009 | Der Film - Andet studiealbum - Udgivet: 10 .juli 2009 - Format: CD                                 | 13        | 18        | 63        |
| 2011 | Mit Haut und Haar - Tredje studiealbum - Udgivet: 29. juli 2011 - Format: CD                       | 4         | 7         | 58        |
| 2012 | Live in Berlin - Live album - Udgivet: 10. august 2012 - Format: CD + DVD                          | 3         | 13        | —         |
| 2014 | Schlaflos - Fjerde studiealbum - Udgivet: 17. januar 2014 - Format: CD                             | 2         | 5         | 40        |

### Singler
| År   | Titel                                      | Hitlister | Hitlister | Hitlister | Album                 |
| År   | Titel                                      | TYS       | ØS        | CH        | Album                 |
| ---- | ------------------------------------------ | --------- | --------- | --------- | --------------------- |
| 2008 | "Kopf oder Zahl"                           | 48        | 69        | —         | Ins offene Messer     |
| 2008 | "Feuer"                                    | —         | 24        | —         | Ins offene Messer     |
| 2008 | "Himalaya"                                 | 85        | —         | —         | Ins offene Messer     |
| 2009 | "Du willst mir an die Wäsche"              | 34        | 70        | —         | Der Film              |
| 2009 | "Es tut wieder weh"                        | 48        | —         | —         | New Moon (Soundtrack) |
| 2010 | "Irgendwo anders"                          | —         | —         | —         | Der Film              |
| 2011 | "Mein Mikrofon"                            | 49        | —         | —         | Mit Haut und Haar     |
| 2011 | "Ich kann nicht mehr"                      | 60        | —         | —         | Mit Haut und Haar     |
| 2011 | "Du willst mir an die Wäsche (feat. Sido)" | —         | —         | —         | Live in Berlin        |
| 2013 | "Ein Schmerz und eine Kehle"               | —         | —         | —         | Schlaflos'            |
| 2013 | "Phantombild"                              | —         | —         | —         | Schlaflos'            |
| 2014 | "Kaleidoskop"                              | 66        | —         | —         | Kaleidoskop EP        |

### EP'er
- 2007: Jennifer Rostock
- 2007: Ich will hier raus
- 2008: iTunes Live: Berlin
- 2014: Kaleidoskop